# CVCC

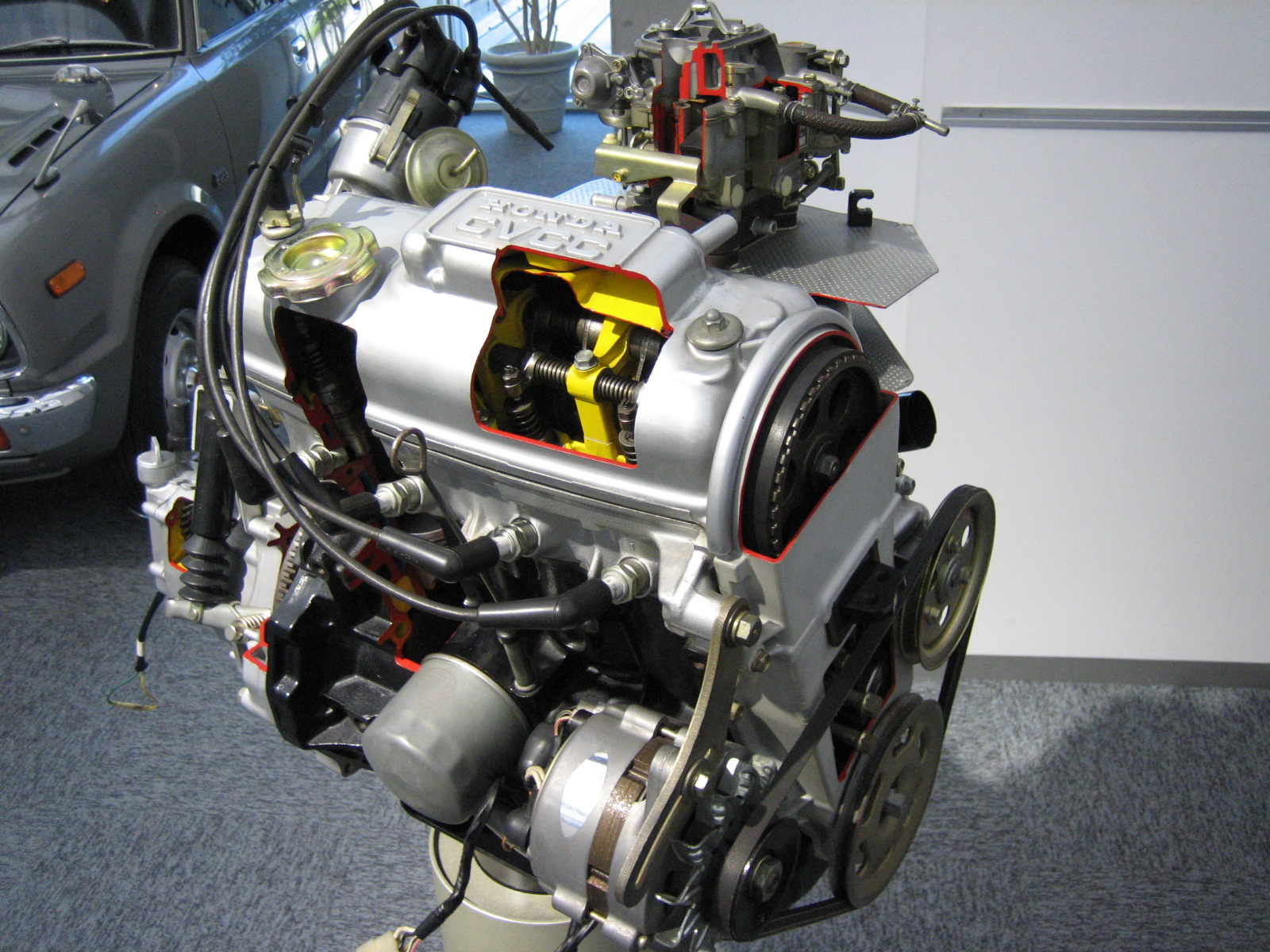
A CVCC engine for Honda Civic

El sistema CVCC es una marca registrada por la compañía Honda para reducir las emisiones de sus automóviles, lo que significaba "Compound Vortex Controlled Combustion". La primera mención de Honda sobre el desarrollo de la tecnología CVCC fue hecha por el Sr. Soichiro Honda el 12 de febrero de 1971, en la "Federation of Economic Organizations Hall" en Otemachi, Chiyoda-ku, Tokio. Los ingenieros de Honda de esa época, el Sr. Date se reunió con el Sr. Yagi y el Sr. Nakagawa sobre la posibilidad de la creación de un sistema de combustión en una antecámara, como algunos motores diésel utilizaban. El primer motor que se instala con el sistema CVCC para las pruebas fue el motor EA de un solo cilindro de 300 cc utilizado en el Honda N600 Hatchback en enero de 1970. Esta tecnología permitió a los coches de Honda para satisfacer las normas de emisión de Japón y Estados Unidos en la década de 1970 sin necesidad de instalar catalizador. Un modelo de motor de carga estratificada, apareció por primera vez en el motor ED1 en 1975. Como las leyes de emisiones avanzado y requiriendo niveles de emisión más estrictos, Honda abandonó el método CVCC e introdujo PGM-FI, o "Programmed Fuel Injection" (Inyección de combustible programada) en todos los vehículos Honda. Algunos vehículos en Japón tenían una combinación de carburadores controlados electrónicamente, llamado PGM-Carb, en motores de serie D, E y ZC.
Toyota utilizó brevemente una tecnología similar a mediados de la década de los setenta, llamado TTC-V. En 2007 se añadió la tecnología de Honda CVCC al Patrimonio Ingeniería Mecánica de Japón.

## Estructura y funcionamiento
Los motores Honda CVCC tienen válvulas de entrada y de escape normales, además de una pequeña válvula de entrada auxiliar que proporciona una mezcla de aire-combustible relativamente rica a un volumen de cerca de la bujía. La carga de aire-combustible restante, que se introduce en el cilindro a través de la válvula de entrada principal, es más ligera de lo normal. El volumen cerca de la bujía está contenido en una pequeña placa de metal perforado. Antes de que la llama de ignición se encienda y emerja de las perforaciones se carga el de la carga de aire-combustible. El ciclo restante del motor es igual que el de un motor de cuatro tiempos estándar.
Esta combinación de una mezcla rica cerca de la bujía, y una mezcla pobre en el cilindro permite funcionamiento estable, pero con una combustión completa del combustible, reduce las emisiones de CO (monóxido de carbono) y de hidrocarburos. Este método permite que el motor queme menos combustible, de manera más eficiente y sin el uso de una válvula de recirculación de gases de escape o de un catalizador, aunque dichos métodos se instalaron más tarde para mejorar aún más la reducción de emisiones.

## Ventajas sobre motores de carga estratificada anteriores
El gran avance de Honda con el CVCC fue que fueron capaces de utilizar carburadores y sin basarse en el remolino de la ingesta. Las versiones anteriores de motores de carga estratificada necesitaban costosos sistemas de inyección de combustible. Además, los motores anteriores trataron de aumentar la velocidad y la turbulencia de la carga de admisión mantenimiento la mezcla rica y pobre separadas. Honda fue capaz de mantener las cargas adecuadamente separadas por forma de la cámara de combustión.

## Temprano defecto de diseño
Algunos de los primeros motores CVCC tenían un problema con las válvulas auxiliares de retención. Una vez desatornillado, el aceite del motor se filtraba en el tren de válvulas en la cámara de pre-combustión, causando una pérdida repentina de potencia y emitir grandes cantidades de humo desde el tubo de escape. El estado resultante era de un motor roto, a pesar de que la reparación necesaria era bastante simple. Honda finalmente se le ocurrió una solución que implicaba anillos de retención de metal que se colocaban en los cuellos de unión entre las cámaras y así se zanjó el problema.

## CVCC-II
El Honda Prelude de 1983 (El primer año de ventas de la segunda generación del Prelude) utilizó un diseño CVCC y un catalizador para reducir las emisiones, llamados CVCC-II, junto con 2 carburadores (en lugar de un solo carburador). Al año siguiente el uso de un diseño estándar de la culata y un carburador central fue abandonado. En noviembre de 1981 el Honda City AA introdujo también el uso de un motor CVCC-II llamado ER.

## Listado de motorizaciones con sistema CVCC

### ED
La serie ED introdujeron la tecnología CVCC. Este grupo tenía una cilindrada de 1,487 cc y una culata SOHC de 12 válvulas. Con un carburador de 3 bocas la potencia de salida fue de 52 hp (39 kW) a 5.000 rpm y un par de 68 lb·ft (92 N·m) @ 3000 rpm.
| Código motor | Modelo de vehículo            |
| ------------ | ----------------------------- |
| ED1          | Honda Civic CVCC 1975         |
| ED2          | Honda Civic Wagon 1975        |
| ED3          | Honda Civic 's'CVCC 1976-1979 |
| ED4          | Honda Civic Wagon 1976-1979   |

### EF
El modelo EF era un motor SOHC de 12 válvulas (CVCC), con una cilindrada de 1,598 cc. La potencia de salida era de 68 hp (51 kW) @ 5000 rpm y el par era de 85 lb·ft (115 N·m) @ 3000 rpm.
- Diámetro x carrera: 74 mm x 93 mm
- Bloque de hierro fundido y culata de aluminio
- Culata de 6 puertos ( 4 puertos de entrada, 2 puertos de salida)
- Orden de válvulas (ESSEESSE)
- Carburador de 3 barriles Keihin (EN 1976 tenían starter manual y en 1977-1978 fueron de starter automático)
- Aparición: Honda Accord CVCC 1976-1978 (Mercado Estadounidense)[6]

### EJ
El modelo EJ era un motor con una cilindrada de 1,335 cc y culata SOHC de 12 válvulas CVCC con carburador de 3 barriles, 4 válvulas de entrada, 4 de salida y 4 auxiliares. La salida de potencia era de 68 hp (51 kW) @ 5000 rpm y el par 77 lb·ft (104 N·m) @ 3000 rpm.
- EJ1
  - Honda Civic (Segunda Generación)
  - Honda Ballade 1980
  - Honda Civic CVCC 1981-1983

### EK
El modelo EK tenía una culata SOHC 12 de válvulas (CVCC) y cilindrada de 1,751 cc.
- Diámetro x carrera: 77 mm x 94 mm
- Bloque de hierro fundido y culata de aluminio
- Carburador de 3 barriles Keihin (Todos eran de starter automático)
- Enfriador de aceite
- Culata de 6 puertos (4 de entrada y 2 de salida)
- Culata de 8 puertos (4 de entrada y 4 de salida)
  - Orden de válvulas (ESSEESSE) para modelos de california en 1980 y resto de EE. UU. en 1981.
  - Orden de válvulas (SEESSEES) desde 1982 hasta fin de producción del CVCC en 1985
- Potencia:
  - 6 puertos: 72 hp (54 kW) a 4,500 rpm
  - 8 puertos: 75 hp (56 kW) a 4,500 rpm
- Par:
  - 6 puertos: 94 lb·ft (127 N·m) a 3,000 rpm
  - 8 puertos: 96 lb·ft (130 N·m) a 3,000 rpm

- Encontrado en
  - Honda Accord CVCC 1979-1983 (Mercado EE. UU.)
  - Honda Prelude CVCC 1979-1982 (Mercado EE. UU.)
  - Honda Vigor 1981-1985 (Mercado Japón)[6]
- NOTA: El código EK9 no está relacionado al código motor EK. Se trata de un modelo de Honda Civic Type R (EK9) Hatchback producido entre 1996-2000 con un motor Serie B B16B

### EM
El motor EM era un modelo con una cilindrada de 1,487 cc, culata SOHC de 12 válvulas CVCC y carburadores de 3 entradas. Las primeras versiones rendían 52 hp (39 kW) @ 5000 rpm y un par de 68 lb·ft (92 Nm) @ 3000 rpm. Las últimas versiones producidas rendían 63 hp (47 kW) @ 5000 rpm y un par de 77 lb·ft (104 N·m) @ 3000 rpm.
- EM1
  - Honda Civic (52 hp) 1980
  - Honda Civic (63 hp) 1981-1983

### EP
El modelo EP tenía una cilindrada de 1,601 cc, una culata SOHC de 8 válvulas y un carburador de 2 bocas. La potencia entregada era de 90 ps (66 kW) @ 5500 rpm y el par 13.2 kg·m (129 N·m) @ 3500 rpm.
- EP
  - Honda Quint 1980-1985 (Japón)
  - Honda Accord 1980-1981

### ER
El ER es un modelo con relación de biela de carrera más larga, culata de 12 válvulas, CVCC-II (en Japón) y 8 válvulas (en Europa). El motor de cuatro cilindros de Asia sólo se utilizó en el City/Jazz AA/VF/FA (1981-1986). Estaba disponible como una versión carburada o con la versión de inyección de combustible PGM-FI de Honda como en uno de los pocos motores turbo construido por Honda. El motor CVCC del mercado japonés también era conocido como COMBAX, acrónimo de COMpact Blazing-combustion AXiom. La serie E se diseñó para ajustarse a una conducción económica, con engranajes de marcha mayores y más tarde con una computadora para controlar la mezcla variable. A partir de marzo de 1985, los motores ER de aspiración natural ganaron bielas compuestas (Primera coche de producción del mundo en llevarlas instaladas), más ligeras y más fuertes que han contribuido a reducir aún más el consumo de combustible
Los motores comerciales de menor potencia de la serie "Pro" tenían una compresión más baja, un encendido temporizado y un starter manual. Los motores ER tenían cinco cojinetes de cigüeñal y el árbol de levas se vio impulsado por una correa dentada.
| Tipo de motor                 | Cuatro cilindros en línea, culata SOHC CVCC-II 12 válvulas | Cuatro cilindros en línea, culata SOHC CVCC-II 12 válvulas | Cuatro cilindros en línea, culata SOHC CVCC-II 12 válvulas | Cuatro cilindros en línea, culata SOHC CVCC-II 12 válvulas |
| Cilindrada                    | 1,231 cc                                                   | 1,231 cc                                                   | 1,231 cc                                                   | 1,231 cc                                                   |
| Diámetro x carrera            | 66.0 x 90.0 mm                                             | 66.0 x 90.0 mm                                             | 66.0 x 90.0 mm                                             | 66.0 x 90.0 mm                                             |
| Fuel type                     | Sin plomo (EE. UU.) o con plomo (resto)                    | Sin plomo (EE. UU.) o con plomo (resto)                    | Sin plomo (EE. UU.) o con plomo (resto)                    | Sin plomo (EE. UU.) o con plomo (resto)                    |
| Potencia                      | Par                                                        | Alimentación de combustible                                | Compresión                                                 | Notas                                                      |
| 33 kW (45 CV) DIN a 4500 rpm  | 82 N·m (60 ft·lb) at 2500 rpm                              | Carburador 1 boca                                          | 10,2:1 (normal)                                            | Mercado europeo                                            |
| 41 kW (56 CV) DIN a 5000 rpm  | 93 N·m (69 ft·lb) a 3500 rpm                               | Carburador 1 boca, Starter manual                          | 10,2:1 (super)                                             | Mercado europeo (Modelos ER1 & ER4)                        |
| 45 kW (61 CV) JIS a 5000 rpm  | 96 N·m (71 ft·lb) a 3000 rpm                               | Carburador 2 bocas                                         | 9,0:1 (sin plomo)                                          |                                                            |
| 46 kW (63 CV) JIS a 5000 rpm  | 98 N·m (72 ft·lb) a 3000 rpm                               | Carburador 2 bocas                                         | 10,0:1 (sin plomo)                                         | E-series, U,R y Cabriolet (AT)                             |
| 49 kW (67 CV) JIS a 5000 rpm  | 98 N·m (72 ft·lb) a 3000 rpm                               | Carburador 2 bocas                                         | 10,0:1 (sin plomo)                                         | R y Cabriolet con MT                                       |
| 74 kW (100 CV) JIS a 5500 rpm | 147 N·m (108 ft·lb) a 3000 rpm                             | Turbo Inyección                                            | 7,5:1 (sin plomo)                                          | City Turbo                                                 |
| 81 kW (110 CV) JIS a 5500 rpm | 160 N·m (118 ft·lb) a 3000 rpm                             | Turbo Inyección + Intercooler                              | 7,6:1 (sin plomo)                                          | City Turbo II "Bulldog"                                    |

Las versiones Carburador utilizaban ya sea una sola boca o doble fabricado por Keihin. El turbocompresor en el City Turbo y City Turbo II fueron desarrollados en conjunto con IH. El Turbo II está equipado con un intercooler y un ordenador que controla la válvula de descarga.

### ES
| Código motor | Modelo de vehículo                                                      |
| ------------ | ----------------------------------------------------------------------- |
| ES1          | Honda Prelude 1983-1984                                                 |
| ES2          | Honda Accord 1984-1985                                                  |
| ES3          | Honda Vigor VTL-i, VT-i, TT-i 1981-1985 (Japón) Honda Accord SE-i 1985- |

### EV
El modelo EV tenía una cilindrada de 1,342 cc, una culata SOHC 12 válvulas, carburadores de 3 bocas capaces de producir una potencia de 60 hp (45 kW) a 5,500 rpm y un par de 73 lb·ft (99 N·m) a 3,500 rpm (Mercado EE. UU.). La versión del mercado Japonés, con 12 válvulas y válvulas CVCC auxiliares, producía una potencia de 80 PS (59 kW) a 6,000 rpm y un par de 11.3 kg·m (111 N·m) a 3,500 rpm. Estaba disponible en todas las carrocerías del Honda Civic (Tercera Generación).
| Código motor | Modelo de vehículo                                              |
| ------------ | --------------------------------------------------------------- |
| EV1          | Honda Civic (Tercera Generación) 1983-1986 Honda CR-X 1983-1986 |
| EV2          | Rover 213 1984-1990                                             |

### EW
El modelo EW, fue presentado junto con la tercera generación de Honda Civic en septiembre de 1983. La cilindrada era de 1,488 cc, culata SOHC de 12 válvulas, los primeros EW1 carburación producían una potencia de 58-76 CV (43-57 kW) y un par de 108 a 114 N·m (79,7-84,1 lb·ft). Los modelos EW3 y EW4 de inyección producían una potencia de 91 CV (68 kW) a 5.500 rpm y un par de 126 N·m (92.9 lb·ft) a 4.500 rpm. El nombre "EW" se acaba sustituyendo por la serie D15 en 1987, EW1 por D15A1, EW2 por D15A2 y así sucesivamente. También recibió una nueva colocación sello del motor en la parte delantera del motor, como la "moderna serie D" (1988 +).
| Código motor | Modelo de vehículo                                                                     |
| ------------ | -------------------------------------------------------------------------------------- |
| EW1          | Honda Civic 1983-1985 CRX DX (sin plomo) Honda Civic 1983-1986 Honda Shuttle 1983-1986 |
| EW2          | Honda Civic non-CVCC EFI (CDM) 1983-1987                                               |
| EW3          | Honda Civic/CRX Si non-CVCC 1985-                                                      |
| EW4          | Honda CRX Si non-CVCC 1985-1986 Honda Civic Si non-CVCC 1986                           |
| EW5          |                                                                                        |

### EY
- Encontrado en: Honda Accord 1600 E-AC 1983
  - cilindrada: 1,598cc
  - Potencia: 94 CV a 5,800 rpm
  - Par: 13.6 kg·m a 3,500rpm
  - Diámetro x Carrera: 80 × 79.5 mm
  - Ratio Diámetro/Carrera: 1.01
  - Tipo de culata: SOHC, 3 válvulas por cilindro